# NGC 3425
NGC 3425 este o galaxie lenticulară situată în constelația Leul. A fost descoperită în 17 aprilie 1784 de către William Herschel. Se află la o distanță de 93,76 de megaparseci de Pământ.